# 레크리에이션 그라운드

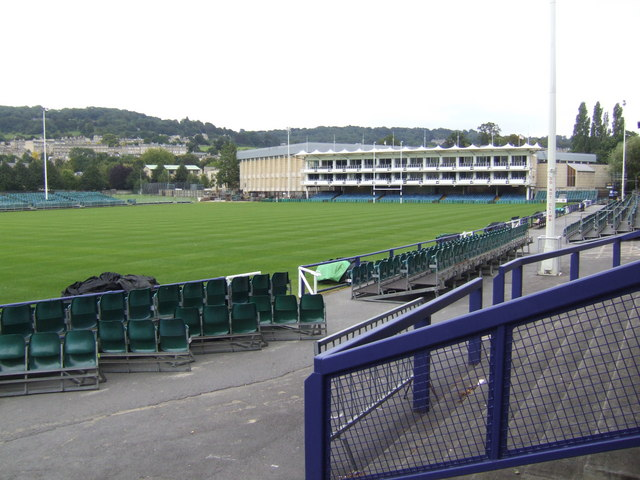

레크리에이션 그라운드(The Recreation Ground)는 1894년 세워진 바스의 시민 광장이다. 전체 부지의 4분의 1이 럭비 유니온 아비바 프리미어십의 바스 럭비의 홈구장(수용인원:12300명)으로 사용되고 있으며 여름에는 이스트 스탠드가 철거되어 크리켓 경기장으로 변환되어 서머싯 카운티 크리켓 클럽의 경기가 열린다.